# Лоренс Катнер
Лоренс Катнер (англ. Lawrence Kutner) — персонаж американского телесериала «Доктор Хаус».

## Биография
О его прошлом известно немного. В заключительной серии 4 сезона он говорил, что «Катнер» — не индийская фамилия. У его родителей был небольшой магазинчик, во время ограбления которого они были застрелены, когда Лоренсу было шесть. Настоящая фамилия Чаудри (англ. Choudray). Из чего следует, что немецкая фамилия досталась ему от приёмных родителей. В эпизоде «Урод», для того чтобы побудить пациента признаться в употреблении наркотиков, Катнер рассказал ему, что в детстве сам «баловался наркотой». В эпизоде «Осложнения» упоминается, что Лоренс установил мировой рекорд по ползанию: он прополз дистанцию в 20 миль.
Основная причина его вступления в команду Хауса — стремление к новому опыту. В начале отбора Лоренсу был присвоен номер шесть, но после того как Хаус выгнал его за ябедничество на Эмбер Волакис, тот вернулся, перевернув табличку и став номером 9. Эта выходка вкупе с идеей проверить работоспособность печени пациентки, напоив её текилой, впечатлили Хауса, и тот изменил своё решение.
Катнер с детства увлекался фантастикой и даже собирал некоторые предметы из фантастических фильмов (это выясняется при осмотре его квартиры). Тауб говорит о том, что Катнер увлекался компьютерными онлайн-играми.
Катнер был полон энтузиазма и желания работать. Достаточно часто именно его осеняло, что не так с пациентом или как применить традиционные средства нетрадиционным образом. Он практически не спорил с Хаусом относительно его причуд и принимал его методы лечения как должное. Дважды Катнер допускал промахи при дефибрилляции пациента: первый раз — в барокамере — это привело к возгоранию одежды на пациенте, второй раз, когда запускал сердце пациента, только что вынутого из ванны, и сам получил удар током, за что в эпизоде «Урод» получил от Хауса прозвище «профессиональный дефибриллист».
В двадцатой серии пятого сезона найден Форманом и Тринадцатой мёртвым в своей квартире. Очевидно самоубийство — огнестрельная рана в области виска, на пистолете отпечатки Катнера. Однако Хаус считает, что это убийство, так как не может найти ни одного объяснения самоубийству Катнера. Уже после его смерти Уилсон, в серии «Спасители» обсуждая с Хаусом смерть Катнера, заявил, что они вместе работали два года.
В самом последнем эпизоде сериала («Все умирают») Катнер появляется как галлюцинаторное проявление подсознания Хауса, которое пытается убедить его жить.
По всей видимости, создателям сериала пришлось в спешном порядке придумать историю с самоубийством. Об этом свидетельствует тот факт, что в 12 серии 5 сезона Катнер заявил, что он не из тех, кто совершает самоубийство. Спешка обусловлена тем, что актёр ушёл на должность заместителя директора офиса по связям с общественностью в администрации президента США Барака Обамы.